# USS Bonhomme Richard (1765)
La USS Bonhomme Richard, in origine Duc de Duras, è stata una fregata della Marina Militare Continentale degli Stati Uniti d'America. La nave era originariamente un mercantile costruito in Francia nel 1765 e destinata a servire la tratta fra la Francia e l'oriente per conto della Compagnia francese delle Indie Orientali. Fu messa a disposizione di John Paul Jones nel febbraio 1779, dal re Luigi XVI di Francia a seguito di un prestito agli Stati Uniti da parte del magnate dei trasporti francese Jacques Le Donatien-Ray. Jones rinominò la barca "Bon Homme Richard", in onore di Benjamin Franklin.

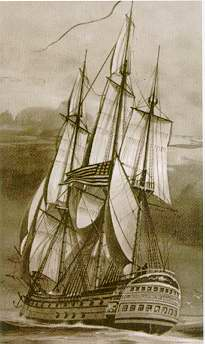

Il 19 giugno 1779, la nave salpò da Lorient, sulla costa francese, accompagnata dalle navi Alliance, Pallas, Vengeance e Cerf, cariche di soldati, con il compito di scortare un convoglio di mercantili fino a Bordeaux e di sconfiggere la flotta inglese presente nel golfo di Biscaglia. Costretta a tornare in porto per delle riparazioni, la squadra salpò di nuovo il 14 agosto 1779, dirigendosi a nord-ovest lungo la costa occidentale della Gran Bretagna nel Mare del Nord e scendendo dalla costa orientale la flotta riuscì a catturare 16 mercantili.
Il 23 settembre 1779 incrociarono la Flotta del Baltico guidata dalla HMS Serapis vicino a Flamborough Head. La battaglia durò circa 4 ore, dalle 18:00 in poi, in cui le due flotte ingaggiarono uno scontro che costò la vita a circa la metà degli equipaggi inglesi e di quelli americani. Grazie alla potenza di fuoco superiore della squadra Franco-Americana, Jones riuscì ad abbordare la fregata inglese, dando così il via a una serie di tentativi da parte dei due equipaggi di conquistare la nave. Dopo numerosi tentativi infruttuosi, Jones riuscì a sferrare un attacco che causò gravi danni alla nave nemica, costringendo il comandante inglese ad arrendersi alle 10:30. Tuttavia, nonostante la vittoria, la Bonhomme Richard a seguito del violento scontro affondò alle 11:00 del 25 settembre 1779. John Paul Jones navigò fino alle Province Unite per riparare la Serapis appena catturata. Nonostante l'affondamento della Bonhomme Richard, l'esito della battaglia convinse la corona francese a sostenere le colonie americane nella guerra contro la Gran Bretagna.
A partire dal 2005 è stato dato il via ad un progetto per individuare la nave, che si presume si trovi a Flamborough Head nello Yorkshire, vicino a un promontorio dove ebbe luogo lo scontro finale. Tuttavia un secolo di pesca e la presenza di molti relitti nella zona hanno reso vani tutti i tentativi di recupero.

## Curiosità
Nella serie Le avventure di Dirk Pitt di Clive Cussler, il tavolo da conferenze di James Sandecker è costruito con un portello di questa imbarcazione.